# Autoestrada do Mediterrâneo

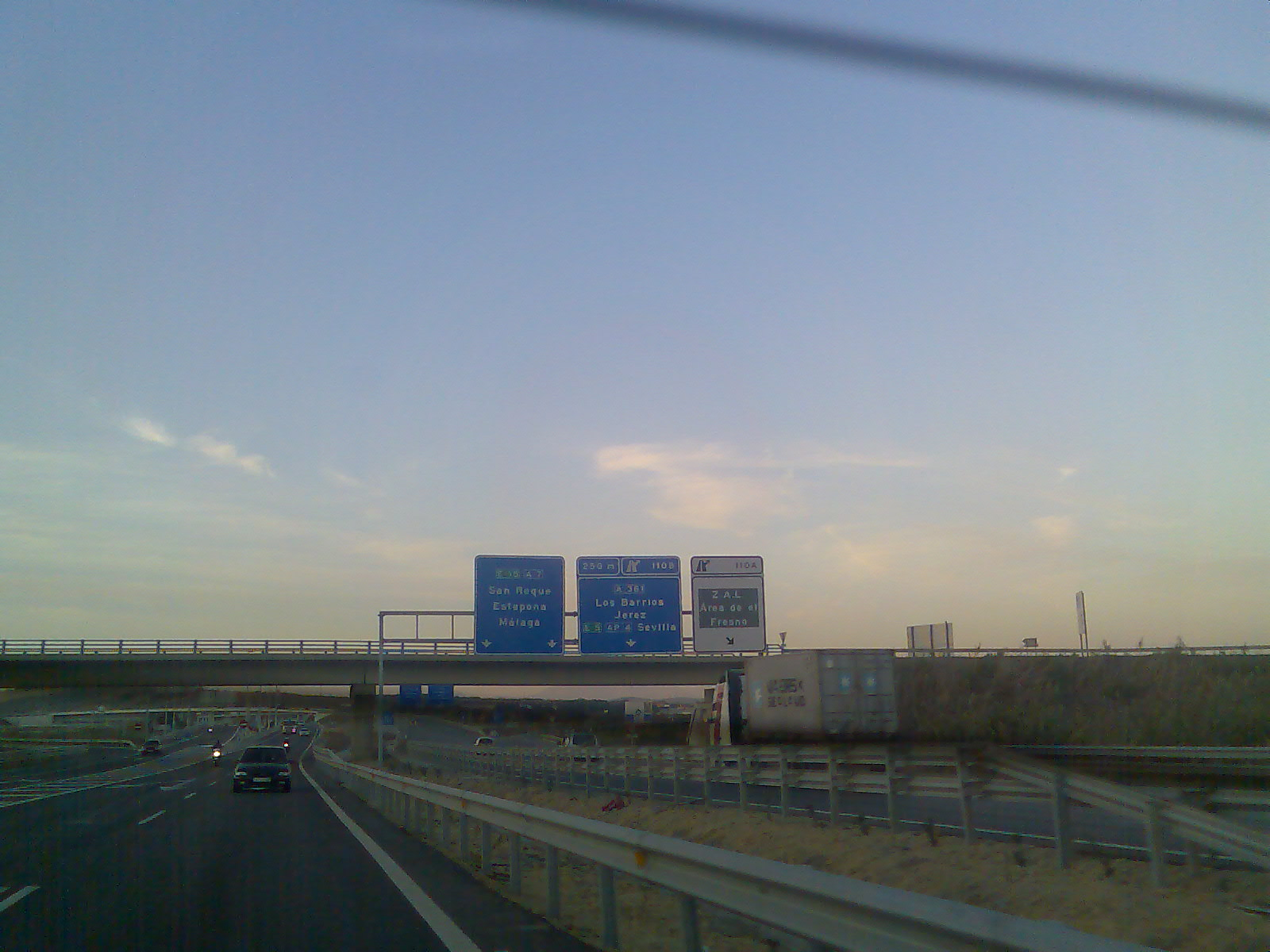
A autoestrada nos arredores de Algeciras

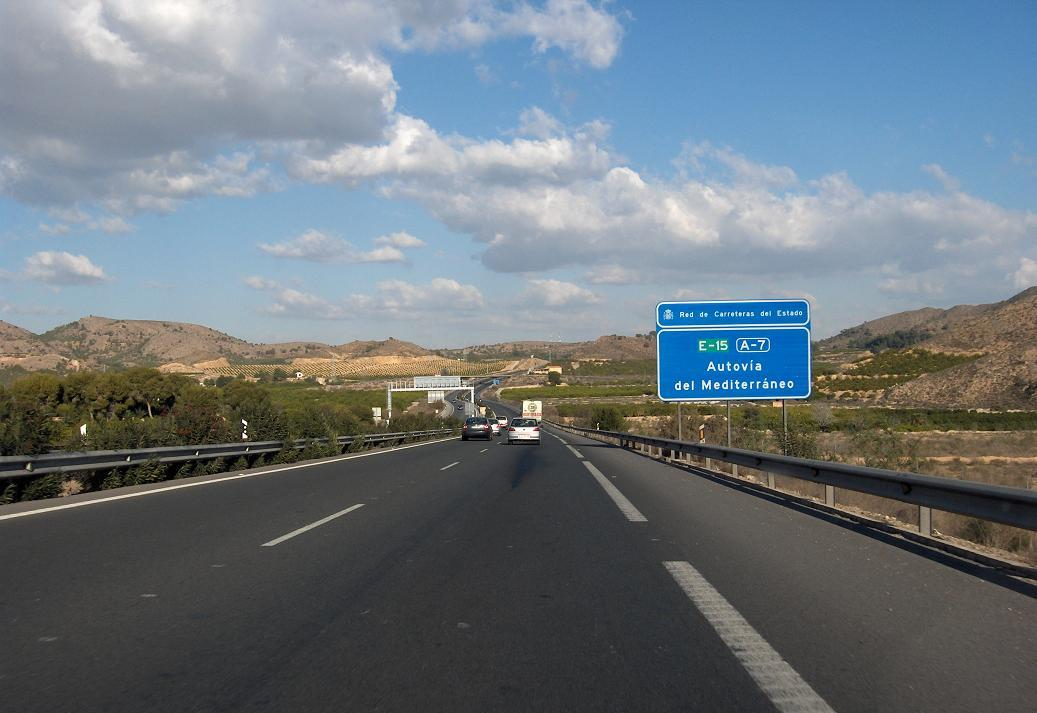
Via rápida do Mediterrâneo à porta da Región de Murcia.

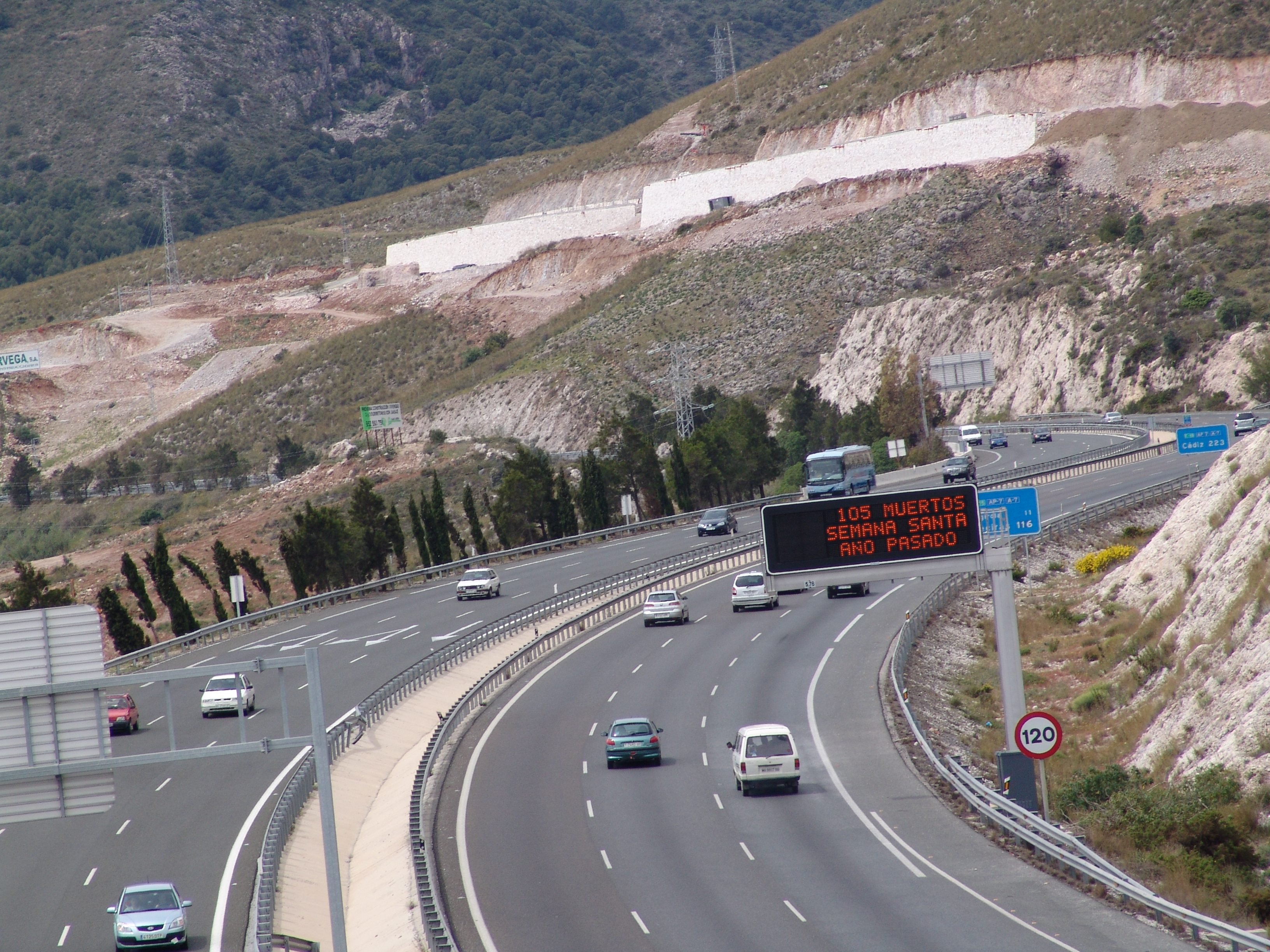
Autoestrada A-7 à porta de Benalmádena (Málaga).

A Autoestrada do Mediterrâneo (Autopista del Mediterráneo) ou AP-7 é um eixo que comunica com toda a costa mediterânea desde da fronteira com a França até Algeciras. Esta autoestrada forma parte da Rede de Estradas Europeias conhecida como   E-15  e têm maioritáriamente troços com portagem e alguns isentos em determinados locais conforme o Real Decreto 1421/02, de 27 de Dezembro.
São três as concessionáras que exploram os troços portajados nesta autoestrada:
- AUSUR para o troço Crevillente - Cartagena.
- AUCOSTA para o troço Cartagena - Vera.
- Ausol para o troço Fuengirola - Guadiaro.

Trás a nova denominação de estradas de 2004, a autoestrada portajada da A-7 passou a denominar-se por AP-7 e, por tanto, por ser parte desta autoestrada.